# JET BOY JET GIRL
「JET BOY JET GIRL」（ジェット ボーイ ジェット ガール）は、日本の歌手・高橋瞳の7枚目のシングル。

## 解説
2007年第2弾シングル。初回生産盤は『地球へ…』アニメーションビデオクリップ収録のDVDが付属するほか、『地球へ…』アニメ絵柄ワイドキャップステッカーとタロットカードが封入された。
タイトル曲は、「僕たちの行方」「青空のナミダ」に続いて3度目となるTBS毎日放送制作土曜夕方6時枠のアニメ（土6）の主題歌となった。カップリング曲「PRIDE」は、175RボーカルのSHOGOによる楽曲提供作品である。

## 収録曲
1. JET BOY JET GIRL
  - 作詞：高橋瞳/mavie 作曲/編曲：TAKUYA
  - MBS・TBS系テレビアニメ『地球へ…』第2期オープニングテーマ。
2. PRIDE
  - 作詞/作曲：shogo.k 編曲：TAKUYA
3. JET BOY JET GIRL -Instrumental-
4. PRIDE -Instrumental-
5. JET BOY JET GIRL -「地球へ…」Opening Mix-
  - 作詞：高橋瞳/mavie 作曲/編曲：TAKUYA
  - 『地球へ…』オープニングテーマとして放送されたバージョン。

## 参加ミュージシャン
- 高橋瞳 - ボーカル（全曲）
- TAKUYA - ギター、キーボード、プログラミング（#1, #2）
- 黒須克彦 - ベース（#1, #2）
- 五十嵐公太 - ドラムス（#1, #2）
- nishi-ken - キーボード、プログラミング（#1）

## 楽曲の収録アルバム
- Bamboo Collage（#1, #2）